# Vacasay
Vacasay, schottisch-gälisch Bhacsaigh, ist eine schottische Insel der Äußeren Hebriden. Sie liegt in der gleichnamigen Council Area und war historisch Teil der traditionellen Grafschaft Ross-shire beziehungsweise der Verwaltungsgrafschaft Ross and Cromarty.

## Geographie
Vacasay liegt in der Bucht Loch Roag vor der Westküste der Insel Lewis. Sie ist nur durch eine 70 Meter weite Wasserstraße von der nebenliegenden Insel Great Bernera getrennt. Lewis liegt im Osten in einer Entfernung von einem Kilometer. Die Ortschaft Breasclete liegt zwei Kilometer südöstlich.
Die Insel weist eine maximale Länge von 680 Metern bei einer Breite von 290 Metern auf. Ihre höchste Erhebung ragt 29 Meter über den Meeresspiegel auf. Vacasay ist teils mit Torf bedeckt.

## Geschichte
Möglicherweise war Vacasay bereits in der Stein- oder Bronzezeit besiedelt. Hierauf deuten Steinplatten hin, die auf einer Anhöhe im Südteil der Insel aus dem torfigen Boden ragen. Von späterer Besiedlung zeugen Überreste von Rundhütten im Nordteil von Vacasay sowie ein Cairn.
Zwischenzeitlich hat der indischstämmige Geschäftsmann Sirdar Iqbal Singh Vacasay erworben. Auf Grund seiner Verehrung des schottischen Nationaldichters Robert Burns, trieb er eine Umbenennung der Insel in Eilean Burns voran.